# 河内長野市立美加の台小学校
河内長野市立美加の台小学校（かわちながのしりつみかのだいしょうがっこう）は、大阪府河内長野市にある公立小学校。
ニュータウン「美加の台」の開発に伴い、ニュータウンを校区とする小学校として1987年に開校した。
敷地内からは金剛山が見えるため、ライブカメラが設置されており、1時間ごとの静止画をホームページ上から見ることができる。
校舎内に河内長野市立教育メディアセンターが設置されており、テレビ会議システムを利用した海外の住民との遠隔授業や、海外の学校との語学協同学習などの国際交流が盛んに行われている。2011年11月18日にはグェン・ドク（ベトちゃんドクちゃん）が来校している。
当校は、中1ギャップの解消や地域の人との交流を目的とした、河内長野市小中一貫教育推進事業（パイロット校区）に指定していされている（つながりアップ事業）。同一校区の美加の台中学校と小中合同行事が盛んに行われているほか、小中相互乗り入れ授業の実施などがされている。また、2027年度から美加の台小中一貫教育推進校として、中学校との施設一体型の小中一貫校に移行する予定。

## 沿革
- 1987年4月 - 河内長野市立美加の台小学校として、現在地に開校。
- 1987年7月 - 校内東側に25mプールが完成する。
- 1989年3月 - 特別教室棟、管理諸室棟、普通教室棟、多目的教室棟、ウサギ小屋が完成。
- 1991年12月 - 東側普通教室棟が完成する。
- 1994年12月 - 普通教室棟と特別教室棟の間にある中庭の整備工事が完了。
- 1996年5月 - 児童数が最大の950名になる。
- 1996年11月 - 創立10周年記念事業が行われる。
- 1996年10月 - パソコン教室の整備1次工事が完了する。
- 1996年11月 - 運動場斜面の「いこいの森」の工事が完了。
- 1997年9月 - パソコン室にコンピュータ22台を導入、設置する。パソコン教室の使用を開始。
- 1999年3月 - 身障者用トイレ・スロープ、手すりなどの福祉施設改修工事が完了する。
- 2006年10月 - 創立20周年記念として校舎、校庭の航空写真を撮影する。
- 2007年4月 - 「河内長野市立子ども支援センター」が東側普通教室に設置される。

## 行事
夏祭り
夏休みの時期に、校庭を使用して地元自治会などが露店が開かれる。美加の台地区では最も大きな夏祭りのひとつ。
運動会
各学年ごとに練習してきたダンス等の出し物がされる。6年生の出し物は、人間ピラミッドとソーラン節が伝統となっている。
ウォークラリー
児童や一般者が自由参加で集まる。美加の台小学校から延命寺、鳩原、観心寺、神ケ丘、１号公園と一周するの約10kmコース。
美加小まつり
児童がクラスごとに考えた出し物などを、教室や校庭等で出店する形での文化祭が行われる。
ほかに、修学旅行や林間・臨海学習、球技大会などがある。

## 通学区域
- 河内長野市 美加の台1-7丁目。

卒業生進学先：河内長野市立美加の台中学校

## 交通
- 南海高野線 美加の台駅から南海バス「美加の台右回り（41系統）」に乗車し、「美加の台小学校前」バス停下車すぐ。

## 出身人物
- 辻佳奈美 - プロテニス選手